# Sato Masaya
Masaya Sato (sinh ngày 10 tháng 2 năm 1990) là một cầu thủ bóng đá người Nhật Bản.

## Sự nghiệp câu lạc bộ
Masaya Sato đã từng chơi cho Nagoya Grampus, Thespa Kusatsu, FC Ryukyu và Fujieda MYFC.